# Amiuk
Amiuk fou una fortalesa de la costa oriental del llac Van, al nord de la ciutat de Van i a l'oest d'Erciş, dins de la província armènia de Baspracània.
Vers el 771 els àrabs de la tribu d'Othman s'havien apoderat d'una regió de la part oriental del Llac Van, amb la fortalesa inaccessible d'Amiuk i feien incursions de pillatge a Baspracània. Asoci Arzeruni de Baspracània i el seu fill Grigor Derenik els van combatre però ni amb l'ajut del rei Asoci I el Gran van poder conquerir la fortalesa; però Asoci sí que va conquerir una altra fortalesa, la de Varag, on un grup d'àrabs s'havia fet fort i des d'allí saquejava sovint el monestir de Surb-Khatch, lloc on hi havia les tombes dels prínceps Arzerunis de Baspracània (l'abat superior del monestir era presoner d'aquests àrabs).
Els othmanides (i l'emir qaisita de Manazkert i d'Apahuniq també objecte d'atacs dels armenis) van cridar en ajut seu al governador-emir àrab de Diyar Bakr Isa ben Shaikh ben al-Salil al-Shaybani, que fou reconegut pel califa com ostikan d'Armènia (871-882). Isa va marxar contra Asoci Arzeruni que estava assetjant Kokhpanik; Asoci va deixar el setge i ambdós exèrcits es van trobar a prop de la ciutat de Van. El cavalleresc Gurguèn, príncep de Mardastan, no va dubtar en unir les seves forces a les del seu antic enemic Asoci, però els àrabs n'eren 15.000 i els armenis dos mil. Fou un príncep Arzeruni, Gagik Abu Morvan qui va negociar un acord, i ambdós exèrcits es van retirar i, a canvi de parar l'ofensiva i d'entregar ostatges, Asoci de Baspracània fou deixat en pau.
El príncep Gagik de Baspracània va conquerir finalment als musulmans othmànides la fortalesa d'Amiuk en un atac sorpresa a la nit i els seus habitants van ser degollats. Això va provocar l'aixecament dels camperols i pobladors musulmans de zones properes que estaven sotmesos als Arzerunis. Amiuk fou confiada pel príncep al seu feudatari Abu Sakr Vahuni vers el 905, però aquest la va cedir al rei Simbaci I el Màrtir. El rei la va tornar al príncep Gagik però a canvi d'una forta compensació. Des de llavors va seguir unida a Baspracània.